# Mich (mitología)
Con el nombre de Mich rinden culto al mar los indígenas de Kamchatka, representando y adornando a tal divinidad en la forma de un pez. Lo consideran como una de las primeras deidades. 
Mich solo piensa en sí mismo, por lo que aquellos pueblos no esperan del dios ningún beneficio, pues si envía los peces a las orillas del mar, solo es para que le busquen y lleven la madera para hacer sus canoas y no para ser útiles a los hombres.
- El contenido de este artículo incorpora material del tomo 35 de la Enciclopedia Universal Ilustrada Europeo-Americana (Espasa), cuya publicación fue anterior a 1945, por lo que se encuentra en el dominio público.

- Datos: Q6012687